# Maculabatis
Maculabatis is een geslacht uit de familie van pijlstaartroggen (Dasyatidae), orde Myliobatiformes.

## Soortenlijst
- Maculabatis ambigua (Last, Bogorodsky & Alpermann, 2016)
- Maculabatis arabica (Manjaji-Matsumoto & Last, 2016)
- Maculabatis astra (Last, Manjaji-Matsumoto & Pogonoski, 2008)
- Maculabatis bineeshi (Manjaji-Matsumoto & Last, 2016)
- Maculabatis gerrardi (Gray, 1851)
- Maculabatis macrura (Bleeker, 1851)[1]
- Maculabatis pastinacoides (Bleeker, 1852)
- Maculabatis randalli (Last, Manjaji-Matsumoto & Moore, 2012)
- Maculabatis toshi (Whitley, 1939)